# Mahmoudiya
Al Mahmoudiyah (المحمودية in het Arabisch) is een Egyptische stad aan de Nijl. Ondanks haar moderne karakter was ze historisch gezien een van de meest belangrijke handelshavens aan de Nijl. Schepen op weg van Opper- of Neder-Egypte naar Alexandrië voeren er in de sluis om op het Kanaal van Mahmoudiyah te kunnen varen. Ook schepen uit Alexandrië met belangrijke goederen voor Caïro of omgekeerd voeren erlangs.

## Speciale ligging
Vanwege haar speciale ligging was het een groot handelscentrum. Schepen meerden vlot aan en af langs een natuurlijke kaai aan de Nijl en maakten de handel op haar markten tot belangrijkste economische activiteit.